# Dia Internacional contra a Discriminação Racial

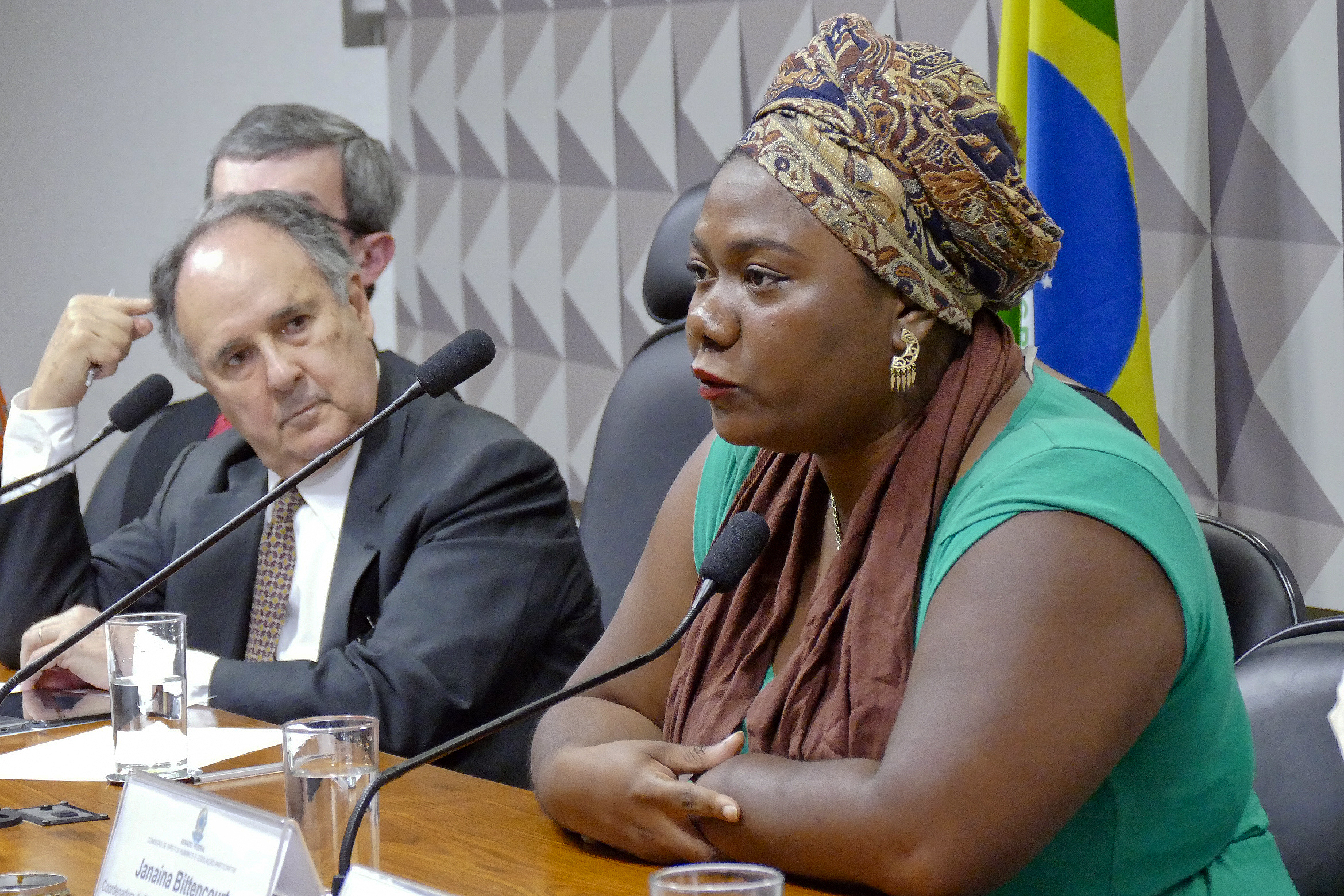
A Comissão de Direitos Humanos e Legislação Participativa (CDH) do Brasil realizou, em 21 de março de 2016, uma audiência pública interativa para debater: "O Dia Internacional de Luta Contra a Discriminação Racial". Mesa parcial: presidente eventual da CDH, senador Cristovam Buarque (PPS-DF) e coordenadora de Promoção de Políticas de Igualdade Racial da Secretaria de Igualdade Racial do Distrito Federal, Janaina Bittencourt

O Dia Internacional de Luta pela Eliminação da Discriminação Racial é uma efeméride criada pela Organização das Nações Unidas (ONU) e celebrada em 21 de março em referência ao Massacre de Sharpeville.

## História
Em 21 de março de 1960, em Joanesburgo, na África do Sul, 20 000 pessoas faziam um protesto contra a Lei do Passe, que obrigava a população negra a portar um cartão que continha os locais onde era permitida sua circulação. Porém, mesmo tratando-se de uma manifestação pacífica, a polícia do regime de apartheid abriu fogo sobre a multidão desarmada resultando em 69 mortos e 186 feridos.
Em 20 de novembro de 1963 a Assembleia Geral das Nações Unidas proclamou a Declaração sobre a Eliminação de Todas as Formas de Discriminação Racial. No texto, afirma a necessidade de eliminação imediata da discriminação racial em todo o mundo, em todas as suas formas e manifestações e de assegurar a compreensão e o respeito à dignidade da pessoa humana, e também a necessidade de adoção de medidas nacionais e internacionais para esse fim, incluindo a educação, ensino e informação.
Na sequência do massacre, a Assembleia Geral das Nações Unidas, a 26 de outubro de 1966 aprovou a Resolução 2142 (XXI), estabelecendo o Dia Internacional contra a Discriminação Racial.
O objetivo deste dia internacional é a mobilização da sociedade civil para a luta contra a discriminação racial, bem como suscitar a consciência para a importância da Convenção Internacional sobre a Eliminação de Todas as Formas de Discriminação Racial, adoptada em 1965.
Em 1979, a Assembleia Geral da ONU decidiu pela organização anual em todos os Estados-membro de uma semana de solidariedade para com as pessoas que lutam contra o racismo e a discriminação social, a ter começo a 21 de março. A ONU adoptou ainda um programa de actividades a serem implementadas na segunda metade da Década da Luta contra o Racismo e Discriminação Racial.
Desde então, o sistema de apartheid na África do Sul foi desmantelado, e leis e práticas racistas foram abolidas em vários países. A Convenção Internacional sobre a Eliminação de Todas as Formas de Discriminação Racial tornou-se o quadro internacional de luta contra o racismo. Ainda que a Convenção esteja ratificada pela quase totalidade dos Estados-membro, em todas as regiões, demasiadas pessoas, comunidades e sociedades sofrem da injustiça e estigma do racismo.
Em 2001, a Conferência Mundial contra o Racismo produziu a Declaração de Durban e o Programa de Acção (DDPA), considerado o programa mais amplo e afirmativo para combater o racismo, a discriminação racial, a xenofobia e a intolerância. Em Abril de 2009, a Conferência de Revisão de Durban concluiu que ainda faltava muito por alcançar, após examinar os progressos globais na tentativa de superação do racismo.
A 23 de Dezembro de 2013, a Assembleia Geral proclamou a Década Internacional de Afrodescendentes, com início a 1 de Janeiro de 2015 e fim a 31 de Dezembro de 2024, com o tema Povos de Ascendência Africana: reconhecimento, justiça e desenvolvimento.
Em Setembro de 2021, a Assembleia Geral das Nações Unidas, em Nova Iorque, assinalou o vigésimo aniversário da adopção da Declaração e Programa de Acção de Durban sob o tema Reparações, justiça racial e igualdade para os Povos de Ascendência Africana.
A ONU tem vindo, ao longos dos anos, a identificar um conjunto de práticas discriminatórias como sejam o racismo, a xenofobia, as desigualdades de género, o preconceito relacionado com a religião, tendo identificado como principais visados dos discursos e crimes de ódio os migrantes e refugiados e pessoas de ascendência africana.

## Temas por edição
Todos os anos, o Dia Internacional para a Eliminação da Discriminação Racial tem um tema específico:
- 2010: Desqualificar o Racismo
- 2014: O papel dos líderes no combate ao racismo e à discriminação racial[1]
- 2015: Aprendendo com as tragédias para combater a discriminação racial hoje[1]
- 2017: Perfil racial e incitação ao ódio, inclusive no contexto da migração[1]
- 2018: Promoção da tolerância, inclusão, unidade e respeito pela diversidade no contexto do combate à discriminação racial[1]
- 2019: Atenuando e combatendo o populismo nacionalista crescente e as ideologias de supremacia extrema[1]
- 2020: Reconhecimento, justiça e desenvolvimento: A revisão intercalar da Década Internacional para Afrodescendentes[1]
- 2022: Vozes pela ação contra o racismo
- 2023: A urgência do combate ao racismo e à discriminação racial, 75 anos após a adoção da Declaração Universal dos Direitos Humanos.[7]

## Situação por país

### Brasil
A legislação brasileira instituiu os primeiros conceitos de racismo em 1951 com a Lei Afonso Arinos (1 390/51) que classificava a prática como contravenção penal. Porém, somente com a Constituição Federal de 1988 e com a Lei Caó (7 716/89) o racismo passou a ser crime, inclusive com pena de reclusão.
Uma das mais importantes atualizações da legislação desde a Lei Caó foi a criação, em 2010, do Estatuto da Igualdade Racial (12 288/2010), sancionada com o objetivo de “garantir à população negra a efetivação da igualdade de oportunidades, a defesa dos direitos étnicos individuais, coletivos e difusos e o combate à discriminação e às demais formas de intolerância étnica”.
Em 2006 foi aprovado o projeto de Lei (PLS 337/03) do senador Paulo Paim (PT-RS), que prevê pena de reclusão de até cinco anos e multa aos responsáveis por crimes de discriminação divulgados via internet.
Em 10 de janeiro 2022 o governo brasileiro ratificou o compromisso com a Convenção Internacional sobre a Eliminação de Todas as Formas de Discriminação Racial por meio do Decreto 10 932/22
Em 5 de janeiro de 2023, o Governo Lula tipificou o crime de racismo a injúria racial pelo Decreto 14 532/23, que prevê pena de suspensão de direito em caso de racismo praticado no contexto de atividade esportiva ou artística e também prevê pena para o racismo religioso e recreativo e para o praticado por funcionário público.
Em 6 de janeiro de 2023 foi sancionada a Lei 14 519/23 instituindo o Dia Nacional das Tradições das Raízes de Matrizes Africanas e Nações do Candomblé, a ser comemorado anualmente no dia 21 de março, junto com o Dia Internacional contra a Discriminação Racial.

### Espanha
Em 2007 foi criado o "Consejo para la Eliminación de la Discriminación Racial o Étnica" (CEDRE) que tem como objetivo o cumprimento da Directiva 2000/43 CE da União Europeia, que estabelece e obriga cada Estado membro de criar instituições e órgãos que sejam responsáveis pela promoção da igualdade de trato para todas as pessoas que sofrem discriminação por causa da sua origem racial ou étnica.
Em 2020 foi nomeado presidente do CEDRE o historiador Antumi Toasijé, representante da 6.ª Região da União Africana e delegado da Liga Panafricana UMOJA na Espanha.
Em 2018, no contexto dos acordos da coligação do governo PSOE-UP foi criada a "Dirección General para la Igualdad de Trato y Diversidad Etnico Racial" dependente do Ministério de Igualdade. Em 2018 foi nomeada presidenta a activista antirracista Rita Bosaho.

### Portugal
O Estado português não tem tradição na recolha de dados étnico-raciais. Esse tema teve amplo debate no âmbito do Censos de 2021, mas apenas 2023, o Instituto Nacional de Estatística lançou o Inquérito às Condições de Vida, Origem e Trajetórias da População Residente (ICOT) onde inclui questões étnico-raciais.
Não obstante a carência de dados estatísticos, existem relatórios e pesquisas que fornecem alguns dados, como seja o relatório Being Black in the EU, lançado a 28 de novembro de 2018, pela Agência para os Direitos Fundamentais da União Europeia. Este relatório indica que nessa data, Portugal apresentava a menor taxa de violência motivada pelo racismo (2%) entre os 12 Estados-membros. De acordo com o Alto-comissário para as Migrações, em 2018, foram apresentadas 346 queixas por discriminação racial, aumentado quase o dobro relativamente ao ano de 2017, das quais 80,9% tinham matéria de discriminação racial ou étnica. 
Dia Nacional para a Eliminação da Discriminação Racial
No dia 26 de abril de 2018, o Parlamento aprovou, por unanimidade, a consagração de 21 de março como o Dia Nacional para a Eliminação da Discriminação Racial, conferindo uma maior visibilidade ao tema.
No debate em plenário, todos os grupos parlamentares manifestaram apoio à iniciativa, admitindo que a luta contra o racismo e a discriminação racial é uma necessidade no país, e reiterando o compromisso do Governo nesta matéria.
O dia foi comemorado pela primeira vez no ano de 2019.
Em julho de 2021, Portugal aprovou o Plano Nacional de Combate ao Racismo e Discriminação (2021-2025), que definiu quatro princípios transversais: desconstrução de estereótipos; coordenação, governança integrada e territorialização; intervenção integrada no combate às desigualdades; e intersecionalidade a implementar em 10 áreas de ação: governação, informação e conhecimento para uma sociedade não discriminatória; educação e cultura; ensino superior; trabalho e emprego; habitação; ação social e saúde; justiça, segurança e direitos; participação e representação; desporto e meios de comunicação e o digital.